# Coburger Convent
|                           | |
| Name                      | Coburger Convent der akademischen Landsmannschaften und Turnerschaften an deutschen Hochschulen           |
| Abkürzung                 | CC |
| Farben                    | Weiß, Grün, Rot und Weiß                                                                                  |
| Grundsatz                 | Selbsterziehung seiner Mitglieder                                                                         |
| Vertreten in              | Deutschland Österreich                                                                                    |
| Gründung                  | 12. Mai 1951 in Coburg                                                                                    |
| Wahlspruch                | Ehre – Freiheit – Freundschaft – Vaterland                                                                |
| Mitgliedsverbindungen     | 94 |
| Mitgliederzahl            | 1.638 Aktive in 92 Aktivitates an 47 Hochschulorten 10.000 Alte Herren in 92 Altherrenvereinen            |
| Art der Mitglieder        | Männerbünde                                                                                               |
| Altherrenverbände         | Verband Alter Herren des Coburger Convents (AHCC), Vereinigung Alter Herren des Coburger Conventes (VACC) |
| Religiöse Ausrichtung     | Konfessionell ungebunden                                                                                  |
| Stellung zur Mensur       | Pflichtschlagend                                                                                          |
| Farbenstatus              | Farbentragend                                                                                             |
| Mitgliederzeitschrift     | CC-Blätter (halbjährlich)                                                                                 |
| Vorsitz AHCC e. V.        | Hubert Stech                                                                                              |
| Sprecher / Präsidium      | Marcus Raabe                                                                                              |
| Präsidierende (2024/2025) | Turnerschaft Berlin                                                                                       |
| Kartellvertrag            | Kein Kartellabkommen                                                                                      |
| Befreundet                | Deutsche Sängerschaft (DS) seit 1922                                                                      |
| Arbeitsgruppen            | Arbeitsgemeinschaft Andernach der mensurbeflissenen Verbände (AGA)                                        |
| Archiv                    | Studentengeschichtliche Vereinigung des Coburger Convents e. V.                                           |
| Geschäftsstelle           | CC-Kanzlei, Triftstraße 1, 80538 München                                                                  |
| Website                   | coburger-convent.de                                                                                       |

Der Coburger Convent der akademischen Landsmannschaften und Turnerschaften an deutschen Hochschulen ist ein Korporationsverband deutscher und österreichischer Studentenverbindungen, genauer Landsmannschaften und Turnerschaften. Er organisiert den Coburger Pfingstkongress.

## Farben und Wahlspruch
Die Farben des Verbandes sind weiß-grün-rot-weiß. Sie vereinen die Farben der Vorläuferverbände Deutsche Landsmannschaft (weiß-grün-weiß) und Vertreter-Convent der Turnerschaften (rot-weiß-rot).
Der Wahlspruch des Coburger Convents lautet „Ehre – Freiheit – Freundschaft – Vaterland“.
Wichtigster Grundsatz des Coburger Convents ist die Selbsterziehung seiner Mitglieder. Erfüllt wird diese Aufgabe durch die Einzelverbindungen. Die Worte des Wahlspruchs sollen dabei Richtschnur sein.

## Tagungsort

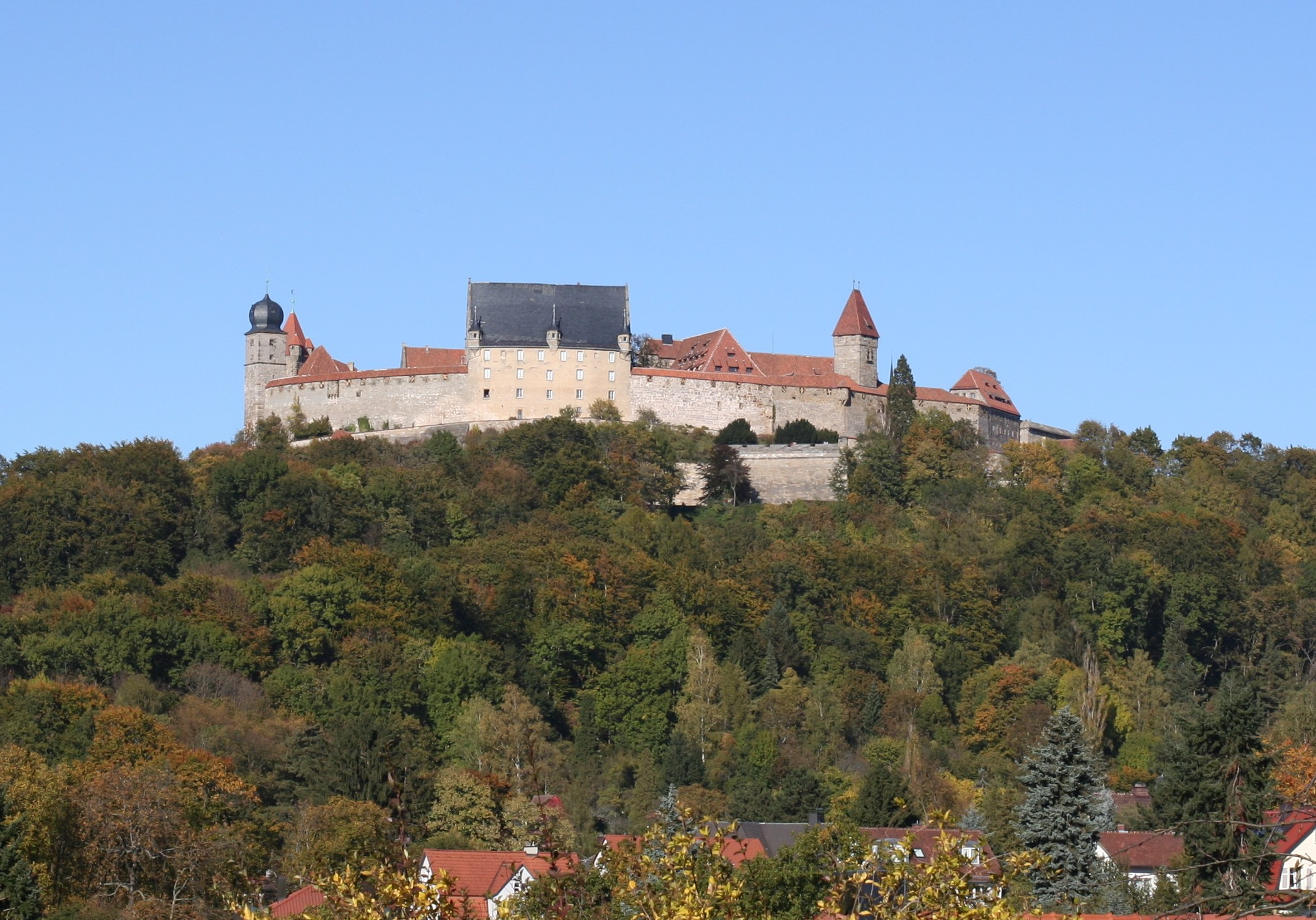
Blick auf die Veste Coburg

Gründungs- und Tagungsort des Coburger Convents ist die fränkische Stadt Coburg. Dort findet die jährliche Verbandstagung des CC, der Coburger Pfingstkongress, statt. Seit 2000 wird jährlich im Herbst im thüringischen Bad Blankenburg, welches der alte Tagungsort der Turnerschaften war, die Greifensteintagung veranstaltet.

## Aufbau und Organisation
Der Coburger Convent besteht aus aktuell 91 Mitgliedsverbindungen (Stand 2025, siehe auch: Liste der Mitgliedsverbindungen im Coburger Convent). Sie sind pflichtschlagend und haben nur männliche Mitglieder. 
Er besteht aus zwei tragenden Säulen. Die erste Säule sind die Alten Herren. Die Altherrenverbände der Korporationen sind im Verband Alter Herren des Coburger Convents (AHCC) zusammengeschlossen. Der AHCC wird ergänzt durch die Vereinigungen Alter Herren des Coburger Convents (VACC). Die zweite Säule besteht aus den Aktivitates, die im aktiven Coburger Convent (CC) zusammengeschlossen sind. Beide Säulen sind statutenmäßig getrennt.
Der AHCC ist ein im Coburger Vereinsregister eingetragener Verein. Der CC ist ein nichteingetragener, nichtrechtsfähiger Verein. Die lokalen VACC fasst die Alten Herren der im Coburger Convent (CC) vereinigten Bünde in ihren bündischen und örtlichen Zusammenschlüssen zusammen, um ihr Interesse an der Entwicklung und Leistung des CC und seiner Bünde wachzuhalten und den CC durch wirtschaftliche Hilfe zu fördern. CC-Korporationen, die am gleichen Hochschulort ansässig sind, bilden jeweils einen Ortsverband des Coburger Convents (OCC).
Die Legislative des Verbandes besteht aus drei Mitgliederversammlungen: Dem CC-Tag, dem AHCC-Tag und dem Coburger Generalconvent (CGC). Auf dem CC-Tag hat jeder aktive Bund eine Stimme. Bünde, die suspendiert sind, d. h. aufgrund einer zu geringen Stärke keinen täglichen Studentenbetrieb mehr vollziehen, verlieren ihr Stimmrecht. Auf dem AHCC-Tag hat jede Altherrenschaft eine Stimme, auch wenn der dazugehörige aktive Bund suspendiert ist. Zusätzlich haben auf dem AHCC-Tag alle örtliche Vereinigungen Alter Herren des Coburger Convents (VACC) Stimmrecht. Die Stimmen der VACC werden nach deren Mitgliederstärke berechnet. Auf dem CGC haben alle auf dem CC-Tag stimmberechtigten Bünde, alle Altherrenschaften sowie alle VACC eine Stimme.
Die Exekutive des aktiven Verbandes ist die Präsidierende. Diese Korporation hat zur Ausübung ihrer Geschäfte einen Präsidialausschuss einzusetzen, der aus ihrem Sprecher und seinen zwei Stellvertretern besteht sowie ein Vertreter der Vor- und Nachpräsidierenden mit beratender Stimme. Die jeweils Präsidierende wird nach ihrem Eintrittsdatum in den CC beziehungsweise die Deutsche Landsmannschaft (DL) oder den Vertreter-Convent (VC) berufen. Das Geschäftsjahr dauert vom 1. August bis zum 31. Juli des nächsten Jahres. Die Präsidierende wird in ihrer Arbeit von den Ämtern beziehungsweise deren Amtsinhabern und Amtsleitern unterstützt. Im Jahr 2000 wurde die Landsmannschaft der Salzburger zu Salzburg die 1. österreichische Präsidierende. Im Präsidialjahr 2006/07 führte mit der Landsmannschaft Palaeomarchia Halle erstmals seit der Wiedervereinigung eine Korporation aus Mitteldeutschland die Geschäfte. Mit dem Präsidialjahr 2007/08 begann die Reihenfolge wieder von Beginn an und die Gründungslandsmannschaft Ghibellinia Tübingen übernahm das Präsidium zum zweiten Mal nach 1952/53.
Die Exekutive des AHCC ist der Vorstand, der alle zwei Jahre neu gewählt wird. Die Vorstandsmitglieder sollen nach Möglichkeit aus einer VACC stammen, die auf Vorschlag zum Vorort gewählt wird. Zur Unterstützung des Vorstandes werden parallel zu den Bereichen der Ämter Beauftragte gewählt.

## Geschichte

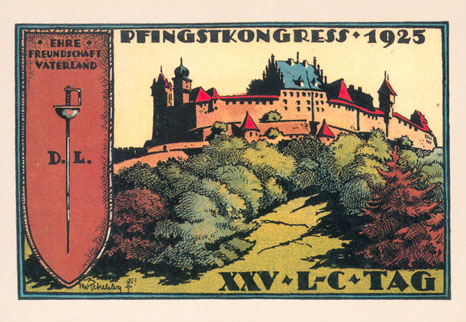
Postkarte der DL von 1925

Der Coburger Convent entstand am 12. Mai 1951 durch Zusammenschluss der Landsmannschaften der Deutschen Landsmannschaft und der Turnerschaften des Vertreter-Convents der Turnerschaften an deutschen Hochschulen. Als sein Gründungsdatum gilt das des Allgemeinen Landsmannschafter-Convents, 1. März 1868 in Kassel, dem ältesten Vorgängerverband der Deutschen Landsmannschaft. Der Vertreter-Convent wurde am 4. August 1872 in Berlin gegründet. Die österreichischen Landsmannschaften und Turnerschaften waren ab 1954 über den Österreichischen Landsmannschafter- und Turnerschafter-Convent (ÖLTC) assoziiert und wurden 1996 als volle Mitgliedsbünde im Coburger Convent aufgenommen.
Der Coburger Convent begründet sich auf Traditionen beziehungsweise wurde stark beeinflusst von einer Reihe von Verbänden der Landsmannschaften und Turnerschaften:
| Gründung          | Verband                                                                   | Ort       |
| ----------------- | ------------------------------------------------------------------------- | --------- |
| 28. Juni 1867     | Wetzlarer Allgemeiner Landsmannschaften-Senioren-Convent (Wetzlarer ALSC) | Wetzlar   |
| 1. März 1868      | Allgemeinen Landsmannschafter-Convents (LC) → DL                          | Kassel    |
| 1. Juni 1872      | Coburger Landsmannschafter Convent (Coburger LC) → DL                     | Coburg    |
| 4. August 1872    | Vertreter-Convent (VC)                                                    | Berlin    |
| 7. Januar 1882    | Coburger Landsmannschafter Convent (Coburger LC) → DL                     | Würzburg  |
| 1882              | Goslarer Chargierten-Convent (GCC)                                        | Goslar    |
| 11. November 1883 | Allgemeiner Deutscher Burschenbund (ADB) (Reformburschenschaften)         | Berlin    |
| 1895              | Auerbacher Landsmannschafts-Senioren-Convent (Auerbacher LSC)             | Auerbach  |
| 1898              | Arnstädter Landsmannschafter Convent (ALC) → DL                           | Arnstadt  |
| 1. April 1900     | Verbandes Alter Turnerschaften (VAT)                                      | Gotha?    |
| 6. Februar 1904   | Vereinigung von Landsmannschaften Deutscher Hochschulen (VLDH)            | Darmstadt |
| 1904              | Allgemeiner Landsmannschafter Convent auf der Marksburg (ALC a. d.M)      | Marksburg |
| 1908              | Deutsche Landsmannschaft (DL)                                             | Coburg    |
| 16. November 1954 | Österreichischer Landsmannschafter- und Turnerschafter-Convent (ÖLTC)     | Wien      |

### Landsmannschaftliche Wurzeln

#### Der LC von der Gründung 1868 bis zur Umbenennung in DL 1908

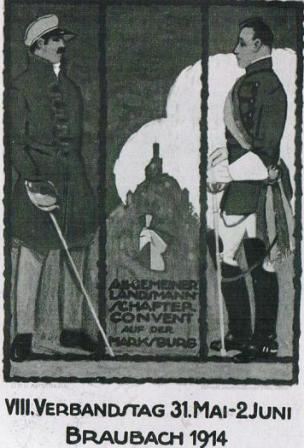
Postkarte des Coburger LC von 1914

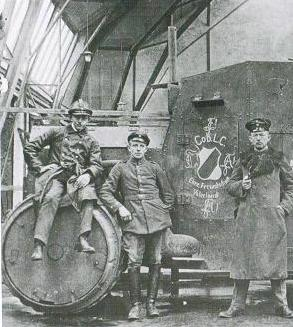
Mitglieder des Coburger LC auf dem Weg zur „Front“

Um die Mitte des 19. Jahrhunderts ist an vielen Hochschulorten in Deutschland die Gründung neuer akademischer Landsmannschaften zu erkennen. Sie entstanden als Gegenentwicklung zu den damals dominierenden Corps, bei denen Zeitgenossen zahlreiche Fehlentwicklungen – zu nennen sind hier das schlechte Auftreten in der Öffentlichkeit, das Fechten und die distanzierte Haltung zu großen Teilen der Gesellschaft – zu erkennen glaubten. Daher nahmen sich die neuen Zusammenschlüsse wieder die alten Landsmannschaften des 18. Jahrhunderts mit ihrem Regionalprinzip zum Vorbild und belebten deren Ideale neu.
Erste landsmannschaftliche Zusammenschlüsse bestanden mit einem örtlichen Verband landsmannschaftlicher Verbindungen (D.C. genannt) vom 1. Juli 1850 bis zum Hahr 1854 in Halle, dem die Neoborussia, Normannia, Salingia und die Verbindung „Pflug“ angehörten und einem lokalen Landsmannschafter-Verband (C.C.) seit 1856 in Leipzig, der gegen den Senioren-Convent Front machte und aus den Landsmannschaften Plavia, Lipsia, Dresdensia und Ruthenia bestand. Allerdings gelangen keine hochschulübergreifenden Zusammenschlüsse.
Um diese Situation zu verändern, erging im Juli 1858 von Normannia Berlin ein Aufruf an „alle schlagenden, corpsfeindlichen Verbindungen unter Ausschluss aller progressfreundlichen und rein christlichen Verbindungen“, einen gemeinsamen Verband „gegen den S.C.“ zu gründen. Ein zweiter Versuch der Verbandsgründung wurde neun Jahre später, im Sommer 1867, initiiert. Der Ausgangspunkt der Aktivitäten war, dass Ghibellinia Tübingen 1867 suspendiert worden war und von in Tübingen anwesenden Vertretern verschiedener Landsmannschaften wieder eröffnet werden sollte. Aufgrund der freundschaftlichen Beziehungen der in Tübingen bei Ghibellinia aktiven Landsmannschafter wurde von dort aus angeregt, mit anderen Landsmannschaften in Deutschland freundschaftliche Verhältnisse zu pflegen. Deshalb schrieb Ghibellinia am 2. Juli 1867 an Teutonia Halle: „Bei dem regen Verkehr zwischen nord- und süddeutschen Universitäten wünscht aber die Ghibellinia auch mit anderen Landsmannschaften in Verbindung zu treten und wendet sich deshalb an den Convent der Teutonia mit der Frage, ob derselbe nicht geneigt wäre, ein freundschaftliches Verhältnis mit ihr einzugehen.“ Am 1. März 1868 die Vertreter der fünf Gründungs-Landsmannschaften in Kassel. Diese waren die Landsmannschaften Ghibellinia Tübingen, Verdensia Göttingen, Teutonia Halle, Teutonia Bonn und Makaria Würzburg.
Am 2. Juni 1868 fand dann der offizielle Gründungsakt im Rahmen des 1. Kongresses des Allgemeinen Landsmannschafterverbandes in Zwingenberg statt. Dieses Ereignis wird auch heute noch, alle Jahre kurz nach Pfingsten, mit dem Zwingenberg-Fest des Coburger Conventes gefeiert, bei dem die aktiven Bünde aus dem Rhein-Main-Gebiet und der Rhein-Neckar-Region, sowie die in der Region ansässigen Altherrenstammtische anwesend sind.
Zu den Prinzipien des neuen Verbandes sollten zum einen die Verwirklichung einer größtmöglichen persönlichen Freiheit im Rahmen einer Studentenverbindung und zum anderen die Gleichstellung gegenüber allen unbedingte Satisfaktion gebenden Studentenverbindungen gehören. Die aktive Verfolgung politischer und religiöser Tendenzen oder Richtungen wurde von Anfang an verneint und den Mitgliedern wurden die moralischen Regeln auferlegt, die sich aus den allgemeinen Anstandsregeln der jeweiligen Zeit ableiten sollten. Diesem Grundsatz fühlt sich der Coburger Convent auch heute noch verpflichtet und steht hier diametral zu den Burschenschaften und den religiösen Studentenverbindungen.
Erst 1872 kam es zu einer endgültigen Festlegung des Tagungsortes, „auf Vorschlag des Vertreters der Makaria für die Zukunft als ständiger Kongressort die geographisch günstig und landschaftlich reizvoll gelegene Stadt Coburg gewählt wurde.“ Der Name des Verbandes wurde daraufhin in Coburger LC umgewandelt.
Gleichzeitig mit der Namensänderung und der Festlegung auf Coburg als ständigem Kongressort wurde auch die Bestimmungs-Mensur im Coburger LC verpflichtend eingeführt. Dass sich die zwei oben genannten Grundgedanken des Coburger LC einer großen Zustimmung erfreuten, zeigt das rasche Wachstum des Verbandes. 1874 waren es bereits 15 Bünde, unter denen sich auch schon der erste Bund aus Österreich befand, die den Coburger LC bildeten. Dieses schnelle Wachstum ist u. a. damit begründet, dass sich der neue Verband besonders aus dem mittelständischen Bildungsbürgertum rekrutierte, welches in den 1870er Jahren verstärkt auf die Hochschulen und Universitäten des Deutschen Reichs drängte. Die schnelle Expansion des Verbandes führte aber auch rasch zu verbandsinternen Konflikten. So ist es auch nicht verwunderlich, dass im Laufe der 1870er Jahre diese verbandsinternen Konflikte immer mehr an Bedeutung gewannen und letztlich auf Antrag der Landsmannschaft Neoborussia Halle vom 17. Februar 1877 der Verband aufgelöst werden sollte.
Die Initiative zur Rekonstitution des Coburger LC im Jahre 1882 kam aus Würzburg. Fünf der sieben damals noch bestehenden Landsmannschaften waren durch Doppelbänder-Leute bei der Landsmannschaft Makaria Würzburg vertreten. Aufgrund dieser persönlichen und freundschaftlichen Beziehungen forcierten sie die Wiederentstehung des Coburger LC und konnten am 6. Januar 1882 stolz verkünden: „Der Coburger LC besteht mit dem heutigen Tag wieder!“
Bis 1891 wuchs die Zahl der Bünde des Coburger LC an allen Hochschulorten, und zudem traten die 15 Bünde des Goslarer Chargierten-Convents geschlossen in den Coburger LC ein, da sie ähnliche Prinzipien wie der Coburger LC hatten. 1893 bestand der Coburger LC dann aus 35 Mitgliedsbünden.
Da der Coburger LC in den Jahren bis 1891 einen massiven Mitgliederzuwachs zu verzeichnen hatte, sind ab etwa 1893 neue Konflikte zwischen den Bünden, die sich von Anfang an im Coburger LC engagiert hatten und auch die großen Kartelle bildeten, und den erst dazugekommenen Verbindungen zu erkennen. Kern der Diskussion waren die Machtverhältnisse im Verband. In der Folge kam es im Zuge des so genannten „LC-Krach“ 1897 zum Austritt einiger Bünde, speziell der Bünde des Gold- und des Silberkartells, die daraufhin 1898 den Arnstädter Landsmannschafter Convent bildeten.
Eine Konsequenz der Austritte aus dem Coburger LC war die erneute Auflösung des Verbandes zum 16. Januar 1898. Zahlreiche Bünde, gerade diejenigen, die erst neu dem Coburger LC beigetreten waren, widersprachen der Auflösung jedoch auf das Heftigste. Es entstand eine Sammlungsbewegung, und man besann sich auf eine Weiterführung des Verbandes. Auch in diesem Fall waren es gerade die Bünde, die neu zum Coburger LC gestoßen waren, die sich besonders für den Verband engagierten. In der Folge dieser Auseinandersetzung kam es 1898 zur Gründung eines eigenen Altherren-Verbandes des Coburger LC. Diese Entwicklung führte insgesamt zu einer Festigung des Verbandes und zu einer Kontinuität in der Verbandsarbeit.

#### Von der Gründung der DL 1908 bis zur Auflösung 1938

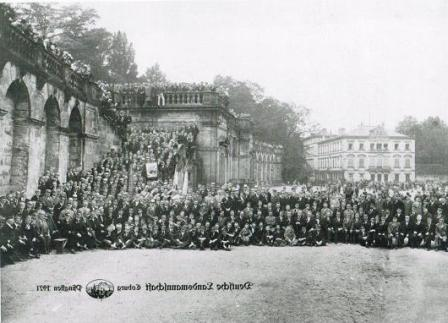
Coburger Pfingsttreffen 1927

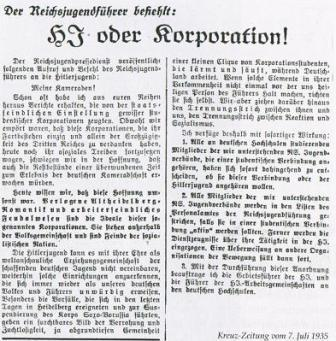
„Befehl des Reichsjugendführers“ vom 7. Juli 1935

Seit Pfingsten 1908 hieß der Verband nun Deutsche Landsmannschaft (Coburger LC), womit deutlich gemacht werden sollte, dass das Regionalprinzip der alten Landsmannschaften zugunsten von Landsmannschaften der Deutschen aufgegeben wurde. So hatte sich bis zum Beginn des Ersten Weltkrieges innerhalb von wenigen Jahren ein Verband entwickelt, der mit seinen 52 Bünden im Jahr 1914 fest im Gefüge der Korporationslandschaft des Deutschen Reichs stand.
In den Jahren des Ersten Weltkriegs ruhte an den deutschen Hochschulen der Unterrichtsbetrieb und damit auch der Aktivenbetrieb weitgehend und große Teile der studentischen Jugend eilten zu den Waffen, so auch zahlreiche Aktive und junge Alte Herren der Deutschen Landsmannschaft. Das Bundesleben wurde nur behelfsweise aufrechterhalten und der Schwerpunkt der Berichterstattung in der Zeitung der Deutschen Landsmannschaft bestand damals aus den unterschiedlichsten Meldungen von der Front.
In der Weimarer Republik erfuhr die Deutsche Landsmannschaft eine weitere Expansion und Integration in das studentische Verbändewesen. So ging 1919 der Allgemeine Landsmannschafter-Convent auf der Marksburg in der Deutschen Landsmannschaft auf. Mit diesem Schritt wurden die Landsmannschaften an den technischen Hochschulen in die Deutsche Landsmannschaft integriert. Daneben kam es zu zahlreichen weiteren Neuaufnahmen in die Deutsche Landsmannschaft Auf diese Weise konnte die Deutsche Landsmannschaft die Zahl ihrer Mitgliedsbünde auf 102 im Jahr 1932 erhöhen.
1919 wurde dann vom Kösener Senioren-Convents-Verband (KSCV), der DL und dem VC der Allgemeine Deutsche Waffenring (ADW) gegründet, dem 1922 alle übrigen pflichtschlagenden und satisfaktiongebenden Verbindungen beitraten. Daneben war die DL im Hochschulring Deutscher Art (HdA) engagiert. Auf diese Weise wurde anfangs versucht, konservatives Gedankengut zu bewahren, ohne parteipolitischen Einflüssen ausgesetzt zu sein oder in parteipolitisches Fahrwasser zu geraten, was jedoch nicht dauerhaft gelang.
Eine weitere Entwicklung der 1920er Jahre ist die sukzessive Aufnahme der Landsmannschaften des Wiener LC und der Bünde aus Prag ab Pfingsten 1920. Mit diesem Schritt wollte man auf die Einheit der Studierenden im deutschen Kulturraum hinweisen und gleichzeitig darauf aufmerksam machen, wie weit das Hochschulwesen deutscher Prägung in Mitteleuropa verbreitet war. Innerhalb der DL kam es in den Jahren der Weimarer Republik zu einer Bewegung der jüngeren Mitgliedsbünde mit dem Ziel der Begrenzung des Einflusses der großen Kartelle – zu nennen sind hier Goldkartell und Silberkartell – indem neue Beziehungen eingegangen wurden. Hervorzuheben sind in diesem Zusammenhang der Treubund und der Eiserne Ring, der sich selbst scherzhaft auch als Blech-Kartell bezeichnet hat, wodurch seine grundsätzliche Distanz zu den bestehenden alten Kartellen deutlich wird.
Zu Pfingsten 1933 passte sich auch die Deutsche Landsmannschaft den neuen Rahmenbedingungen des Lebens im Deutschen Reich an. Mit der Pfingsttagung 1933 wurde das Führerprinzip in der Deutschen Landsmannschaft eingeführt, wobei jedoch von Anfang an Konflikte darüber entstanden sind, wer die geeigneten Führungspersönlichkeiten wären und wie das Führerprinzip in der DL konkret auszugestalten sei.
Die Pfingsttagung 1934 machte die 1933 eingeführten Veränderungen dann erstmals praktisch deutlich: Das bisher bewährte Programm von Conventen und Tagungen, die demokratischen Prinzipien gehorchten, musste 1934 erstmals aufgrund des eingeführten Führerprinzips entfallen. Um den Einfluss der studentischen Verbände auf die politische Führung zu stärken, entschied sich die Deutsche Landsmannschaft im Januar 1935, an der Gründung der Gemeinschaft studentischer Verbände teilzunehmen. Mit ihr sollte die weitere Existenz der studentischen Verbände gesichert werden.
Nach weiterer Einflussnahme des Staates Anfang 1936 lösten sich dann die Aktivitates der Korporationen, etwa zeitgleich zum 1. Mai 1936 auf. Ab 1937 wurden in kleinen Schritten einzelne Altherrenschaften des AHLC zur Unterstützung des NS-Studentenbundes und seiner Kameradschaften anerkannt. Zu Pfingsten 1938 löste sich dann auch die Altherrenvereinigung der Deutschen Landsmannschaft, der AHLC unter dem Eindruck der Eingliederung Österreichs in das Deutsche Reich und unter massivem politischen Druck auf.

### Turnerschaftlichen Wurzeln

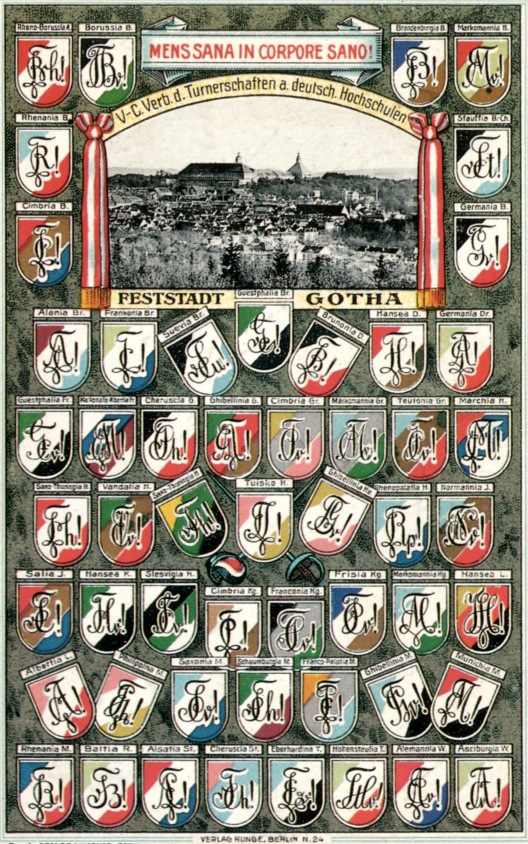
Turnerschaften des Vertreter-Convents 1911

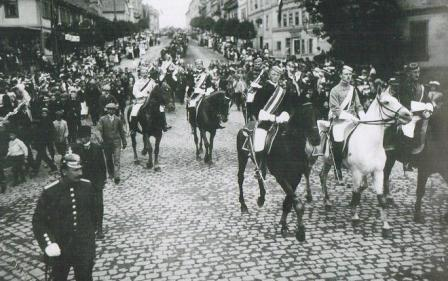
Turnfest in Gotha 1911

#### 19. Jahrhundert
Als in den 1850er Jahren die ersten akademischen Turnvereine (ATV) an deutschen Hochschulen gegründet wurden, waren sie in der Mehrheit der Fälle mit ihren Aktivitäten auf sich allein gestellt. Dies änderte sich erst ab den 1860er Jahren, denn im Juni 1860 fand das erste Deutsche Turnfest in Coburg statt, zu dem auch die akademischen Turnvereine eingeladen waren. Von diesem Tag an sollte es aber noch Jahre dauern, bis sich die akademischen Turnvereine zu einem eigenen Verband zusammenschlossen. Erst beim 4. Deutschen Turnfest in Bonn, welches um den 4. August 1872 stattfand, wurde von drei akademischen Turnvereinen der Cartellverband Deutscher akademischer Turnvereine gegründet. Ähnlich wie die Landsmannschaften, so entwickelten sich auch die akademischen Turnvereine schnell und konnten zahlreiche bestehende ATVe als Mitglieder gewinnen, zudem konnten neue Vereine durch die Mitglieder des Kartells selbst gegründet werden. Ab 1874 kann deshalb von einem raschen Aufschwung des Cartellverbandes Deutscher akademischer Turnvereine gesprochen werden.
Im Rahmen der Expansion der deutschen Hochschulen in den 1880er Jahren traten auch im Cartell-Verband der akademischen Turnvereine zahlreiche Veränderungen auf, die deutlich zeigen, dass auch dieser Verband vom Wachstum der Studentenzahlen im Deutschen Reich immens profitierte. So wurde auf der Vertreterversammlung 1881 beschlossen, regelmäßig eigene Turnfeste durchzuführen. Das erste Kartell-Turnfest 1882 fand in Thüringen statt. 1884 wurde dann erlaubt, dass mehrere Vereine des Verbandes an einer Hochschule existierten. Insgesamt bestand der Verband zu dieser Zeit aus 17 Vereinen. Zudem gründete man im gleichen Jahr eine Kartell-Zeitung und ein Jahr später wurde das erst 1882 erlassene Verbot von Bestimmungs-Mensuren wieder aufgehoben.
Mit der Verbandstagung 1891 wurde endlich das allgemeine Kartell unter den Mitgliedsbünden aufgelöst, es entstand ein korporationsstudentischer Verband in klassischer Form, der es seinen Mitgliedern ermöglichte, innerhalb des Verbandes eigene Kartelle zu bilden. Seit 1894 hieß der Verband „Verband farbentragender akademischer Turnvereine auf deutschen Hochschulen (VC)“. Ende der 1890er Jahre gelang dann endlich die Abkehr vom Begriff Turnverein, da er nicht mehr zeitgemäß erschien. Es wurde der Begriff Turnerschaft für die rund 32 Mitgliedsbünde des VC eingeführt. Weiterhin beteiligte man sich aber noch fleißig an den Deutschen Turnfesten, jedoch mit viel Stolz unter dem neuen Namen.

#### VC Verband der Turnerschaften an deutschen Hochschulen 1897–1938
Im Jahr 1897 findet der Begriff Turnerschaft dann auch Einzug in den Namen des Verbandes. Er hieß ab diesem Zeitpunkt „VC, Verband der Turnerschaften auf deutschen Hochschulen“ Seit dem 1. April 1900 organisierten sich die Alten Herren in der Vereinigung Alter Turnerschafter. Gerade mit den Entscheidungen der 1890er Jahre und der Aufhebung des Verbots der Bestimmungs-Mensur in den 1880er Jahren entfernten sich die akademischen Turnerschaften immer mehr vom Turn-Vereinsgedanken und grenzten sich dadurch von den schwarzen ATVen, die sich später im ATB zusammenschlossen, ab.
Bis in die Zeit zu Beginn des Ersten Weltkriegs wurden im VC der Turnerschaften noch weitere Veränderungen eingeführt, die einerseits für die Zeit typisch waren, andererseits deutlich zeigten, dass sich der Verband etabliert hatte und im gesellschaftlichen Trend der Zeit lag. So wurde beispielsweise 1900 die Vereinigung Alter Turnerschafter als Organisation der Alten Herren im VC Verband der Turnerschaften an deutschen Hochschulen gegründet. Ab 1901 wurden die Turnerschaften an technischen Hochschulen im Verband aufgenommen und Gotha als fester Tagungsort bestimmt. Gleichzeitig wurde auch der Wahlspruch „mens sana in corpore sano“ für den Verband eingeführt. 1911 vereinte der VC schon 53 Turnerschaften.
Eine ähnliche Entwicklung wie bei den Landsmannschaften ist für die Zeit des Ersten Weltkriegs und die Jahre nach 1918 auch bei den Turnerschaften zu erkennen. Mit dem Anwachsen des Verbandes um zahlreiche Bünde in Deutschland und Österreich nach 1918 wurde auch die Notwendigkeit einer umfassenderen Reorganisation des Verbandes deutlich. So wurde bereits 1920 ein hochschulpolitisches Amt eingeführt, ein Presseamt fest installiert und zur Unterstützung der Deutschen im Grenzbereich des deutschen Kulturraums ein Grenzamt etabliert. 1921 wurde zu Pfingsten die Expansion des VC nach Österreich beschlossen und 1922 traten auch schon die ersten Bünde aus Österreich dem VC bei. Seit 1925 war Bad Blankenburg in Thüringen zum neuen ständigen Tagungsort des Vertreter-Convents bestimmt worden und 1932 konnte der VC seine neuen Sportstätten und die Gedenkstätte auf der Burg Greifenstein in seiner Kongress-Stadt einweihen.
Seit Anfang der 1920er Jahre besteht auch eine Zusammenarbeit zwischen DL und VC, da beide Verbände ähnliche soziale Schichten ansprachen, eine ähnliche Entstehungsgeschichte hatten und vergleichbaren gesellschaftlichen Anfeindungen und Problemen zu begegnen hatten.
Auf der Pfingsttagung in Bad Blankenburg 1933 vereinfachte der VC seine Verbandsstrukturen stark und führte letztlich das Führerprinzip ein. Dabei stand die Führung des VC fest im konservativen Lager und zog damit einen sehr klaren Trennstrich zum nationalsozialistischen System. Diese Situation änderte sich jedoch bereits 1934, als der VC aus dem Allgemeinen deutschen Waffenring, einer Einrichtung die den konservativen Grundkonsens der Korporationsverbände repräsentierte, austrat. Die Folge waren interne Auseinandersetzungen über die einzuschlagende Richtung im VC. Zu Pfingsten 1935 erfolgte dann die Auflösung des VC mit damals rund 95 Bünden, 5.000 studierenden Mitgliedern und etwa 10.000 Alten Herren. Im Frühjahr 1936 wurde die Auflösung rückgängig gemacht, um dann im August 1938 erneut beschlossen zu werden. Ähnlich wie in anderen Korporationen und in den Bünden der DL entwickelte sich in den Kameradschaften auf den Häusern der Turnerschaften des VC nach einer Hochphase des Kameradschaftswesens von etwa Ende 1936 bis Mitte 1939 spätestens seit Kriegsbeginn das Korporationsleben, wie es vor dem Dritten Reich bestanden hatte, neu.

### Der Coburger Convent (seit 1951)

#### Vorgeschichte

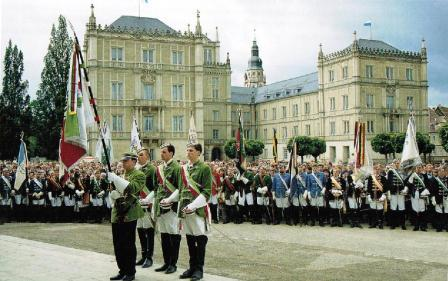
Pfingstkongress in Coburg

Die Idee des Coburger Convents ist nicht erst in den Jahren nach 1945 entstanden. Schon im Jahr 1922 vereinbarten DL und VC die Gründung einer Arbeitsgemeinschaft „zum Zwecke einer erfolgreichen Pflege und Förderung der gemeinsamen vaterländischen, studentischen und waffenstudentischen Ideale sowie zu gemeinsamer Abwehr feindlicher Bestrebungen oder von Vormachtbestrebungen anderer Gruppen“.
Doch von einer engen Zusammenarbeit konnte noch keine Rede sein, denn trotz aller Gemeinsamkeiten sahen viele Beteiligte auch noch grundsätzliche Unterschiede zwischen Deutscher Landsmannschaft und Vertreter-Convent. Zudem expandierten beide Verbände in der Weimarer Republik, und man sah keine Notwendigkeit einer Verschmelzung. Deswegen fand die Zusammenarbeit auch letztlich nur auf dem kleinsten gemeinsamen Nenner, der hochschulpolitischen Ebene, statt. VC und DL vereinbarten, die Interessen der mittelständisch bürgerlichen Studentenschaft in der Hochschulpolitik aktiv zu vertreten.
Nach Jahren der Sammlung begann das Verbandsleben in Coburg – Bad Blankenburg war hinter dem Eisernen Vorhang schon nicht mehr erreichbar – wieder mit einem privaten Treffen von Landsmannschaftern zu Pfingsten 1948. Und auch ein Jahr später trafen sich zahlreiche alte und junge Landsmannschafter zu Pfingsten in Coburg. Im Herbst 1949, angeregt durch die Vereinigung Alter Landsmannschafter Rhein-Ruhr, die wie ähnliche Einrichtungen kurz zuvor wieder gegründet worden war, wurde der Gedanke eines neuen Verbandes unter den Landsmannschaftern schnell und breit gestreut. Zu Pfingsten 1950 beschlossen sowohl die Landsmannschaften als auch die Turnerschaft auf getrennten Tagungen spätere gemeinsame Verhandlungen. Wesentliche Ziele, die gemeinsam erreicht werden sollten, waren die Wiedergründung eines aktiven korporationsstudentischen Verbandes, die Fortführung der reformatorischen Bestrebungen der Zwischenkriegszeit, die Zusammenführung der Verbände des Erlanger Verbände-Abkommens und, letztlich entscheidend, die Anregung der Verschmelzung von Turnerschaften und Landsmannschaften in einem Verband.

#### Gründungsakt
Nach zahlreichen vorhergehenden Diskussionen und Debatten wurde am 8. November 1950 von DL und VC angekündigt, dass zu Pfingsten 1951 eine gemeinsame Tagung beider Verbände in Coburg stattfinden sollte. Um diese vorzubereiten, bildete sich am 15. Januar 1951 die Arbeitsgemeinschaft Coburg der Landsmannschaften und am 24. Februar 1951 wurde auf einer Tagung der Turnerschaften die Gründung der Arbeitsgemeinschaft Blankenburg beschlossen.
Bereits am 26. März 1951 wurde von beiden Arbeitsgemeinschaften eine gleichlautende Erklärung veröffentlicht. Kern dieser Erklärung war der Beschluss, DL und VC zu verschmelzen. Zu Pfingsten 1951 sollte der „Coburger Convent der Landsmannschaften und Turnerschaften an deutschen Hochschulen“ entstehen. Von diesem Tag an sollten Landsmannschafter und Turnerschafter einen gemeinsamen Weg beschreiten.
„Am 12. Mai 1951 schließlich vereinigten sich AG Coburg und AG Blankenburg im Landestheater Coburg zum Coburger Convent“. Mit diesem Festakt entstand an historischer Stelle offiziell der Coburger Convent. In den Folgemonaten folgte dann auch die Umsetzung vor Ort. An den Hochschulorten wurden örtliche Vereinigungen des Coburger Convents (OCC) gegründet. So wurde im Sommer 1951 die Vereinigung der Landsmannschaften und Turnerschaften in einem Verband auf allen Ebenen, sowohl Aktivitates als auch Altherrenschaften, vollzogen. Im Oktober des gleichen Jahres beteiligte sich der neu geschaffene Verband bereits an der Gründung des Convents Deutscher Korporations-Verbände und auch schon vorher waren Landsmannschafter federführend bei der Gründung des Convents Deutscher Akademikerverbände (CDA) sowie der Arbeitsgemeinschaft Andernach, in der sich die Verbände zusammenschlossen, die an der Bestimmungsmensur festhielten, beteiligt. Der neue Verband bestand bei seiner Gründung aus 80 Bünden mit rund 2.100 Aktiven und Inaktiven sowie einer stattlichen Zahl Alter Herren.
1952 fand auch die erste gemeinsame Tagung von Coburger Convent und Deutschen Sängerschaft (DS), die ab 1961 unter dem Namen Gesamtdeutsche Tagung weitergeführt wurde, in Berlin statt und die regelmäßigen Fahrten an die innerdeutsche Grenze bei Neustadt bei Coburg begannen. Im gleichen Jahr beschloss der CC, ein Hilfswerk für Kriegsgefangene und Ostflüchtlinge zu gründen. Die Bestimmungsmensur für alle Mitglieder wurde in den Statuten des CC im gleichen Jahr verpflichtend aufgenommen. Im Jahr 1954 wurde ein erstes Freundschaftsabkommen mit der 1953 gegründeten Arbeitsgemeinschaft Österreichischer Landsmannschaften und Turnerschaften (ÖLTC) geschlossen. Im Jahr 1956 schlossen der Coburger Convent und die Deutsche Sängerschaft ein Freundschaftsabkommen. Ein weiteres Freundschaftsabkommen, mit dem die über vierzigjährige Zusammenarbeit weiter intensiviert werden sollte, schlossen CC und ÖLTC dann im Jahr 1965. Knapp 25 Jahre später folgte dann die Aufnahme der österreichischen Bünde der Arbeitsgemeinschaft in den Coburger Convent als Vollmitglieder.

#### Wertedebatte der 1970er-Jahre
Mit dem Umbruch an den Universitäten im Zuge der 68er-Bewegung kam es auch zu Grundsatzdebatten im Coburger Convent. Die Diskussion um Sitten und Gebräuche sowie deren Anwendung in den einzelnen Bünden tangierte den Verband nur geringfügig. Ein kleiner Teil der Bünde des Coburger Convents vertrat die Überzeugung, die verpflichtende Bestimmungsmensur, die im Coburger Convent von 1952 an für alle Mitglieder vorgeschrieben war, sei nicht mehr zeitgemäß. Es bildete sich unter Führung der Marburger Turnerschaft Philippina der Marburger Kreis. Dagegen formierte sich unter Federführung der Landsmannschaft Teutonia Würzburg, unterstützt vom Silbernen Kartell, der sogenannte Würzburger Kreis, der auf der Beibehaltung des Mensurfechtens als Voraussetzung der Mitgliedschaft im CC bestand. In zahlreichen ausführlichen Debatten kristallisierte sich letztlich heraus, dass die Bünde des CC die Bestimmungsmensur beibehalten wollten. Auf einem Sonderkongress in Gießen wurde 1971 der Beschluss gefasst, auch weiterhin an der Pflichtmensur festzuhalten. Im Gegenzug traten die 13 Bünde, die die Bestimmungsmensur nicht mehr für zeitgemäß hielten, aus dem Coburger Convent aus und gründeten den sogenannten Marburger Konvent. Im gleichen Jahr wurde der Coburger General-Convent als oberstes Organ des Gesamtverbandes geschaffen, um die Fragen zu klären, die den Verband als Gesamtheit betreffen. Seit 1971 gibt es auch ein offizielles Jahresmotto des CC.
1972 diskutierten CC, KSCV und WSC als verbliebene pflichtschlagende Verbände ein Kartellabkommen. Obwohl kein Kartell geschlossen wurde, kamen sich die drei Verbände nach den Debatten der frühen 1970er Jahre in Mensur- und hochschulpolitischen Fragen deutlich näher. Diese Zusammenarbeit findet heute noch im Rahmen des Drei-Verbände-Gesprächs statt und zeigt sich aber auch an der gemeinsamen Aktivität bei der Erhaltung des Instituts für Hochschulkunde in Würzburg.

#### Nach 1990
Ein neuer Abschnitt der Verbandsgeschichte begann für den Coburger Convent mit der Wiedervereinigung Deutschlands 1990. Seine einzige allgemeinpolitische Forderung, die Einheit Deutschlands, hatte sich erfüllt. Über Jahrzehnte war im Rahmen der Mahnstunden am Pfingstmontag, der Gesamtdeutschen Tagungen und kleiner Gesten, wie den Besuchen an der innerdeutschen Grenze bei Neustadt bei Coburg, die deutsche Einheit angemahnt worden. In den folgenden Jahren konnten Bünde aus den neuen Bundesländern in Coburg begrüßt werden. Einige CC-Bünde fanden den Weg zurück an ihre alte Alma Mater, Verbindungen, die sich in der DDR gegründet hatten, wurden im CC aufgenommen und von CCern wurden die Bemühungen des Verbandes, in den neuen Bundesländern Fuß zu fassen, unterstützt. So entstanden innerhalb kürzester Zeit an allen Hochschulen der ehemaligen DDR wieder akademische Landsmannschaften und Turnerschaften.

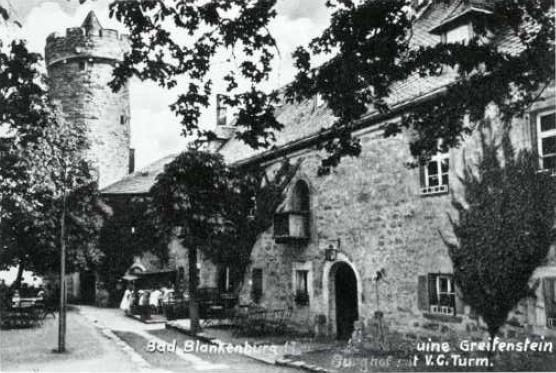
Burg Greifenstein mit Fuchsturm in Bad Blankenburg

Nach der Wiedervereinigung war es zudem möglich, die alten Tagungsstätten des VC in Bad Blankenburg wieder zu benutzen. Das Areal in Bad Blankenburg, das heute der Landessportschule Thüringen gehört, wurde 1921 vom VC erworben und bebaut. Unter dem DDR-Regime wurde der VC enteignet. Die ersten Schritte in die neuen Bundesländer wurden rasch unternommen. So organisierten CCer bereits zu Pfingsten 1990 die erste gemeinsame Fahrt von Coburg nach Bad Blankenburg und schnell nach den ersten Besuchen wurde damit begonnen, das Gefallenendenkmal des ehemaligen VC im Fuchsturm auf dem Greifenstein zu renovieren. Kurze Zeit später schlossen Coburger Convent und Landessportbund Thüringen einen Vertrag, der es dem CC bis heute ermöglicht, die Landessportschule für seine Tagungen in Bad Blankenburg zu benutzen und ein VC-Traditionszimmer einzurichten. Bad Blankenburg wurde damit zum festen Bestandteil im Leben des CC.
1996 wurde dann zum ersten Mal ein Sportwartlehrgang in Bad Blankenburg an der Landessportschule Thüringen, den ehemaligen Wettkampfstätten des VC, durchgeführt. Seit Anfang der 1970er Jahre fand diese Veranstaltung an der Sportschule der Bundeswehr in Sonthofen statt.
Seit 2000 findet die Greifensteintagung als Nachfolgeveranstaltung des Studententages statt, die alljährlich in Zusammenarbeit mit der Deutschen Sängerschaft im Herbst an historischer Stätte in Bad Blankenburg organisiert wird.

## Denkmäler des Coburger Convents

### CC-Ehrenmal

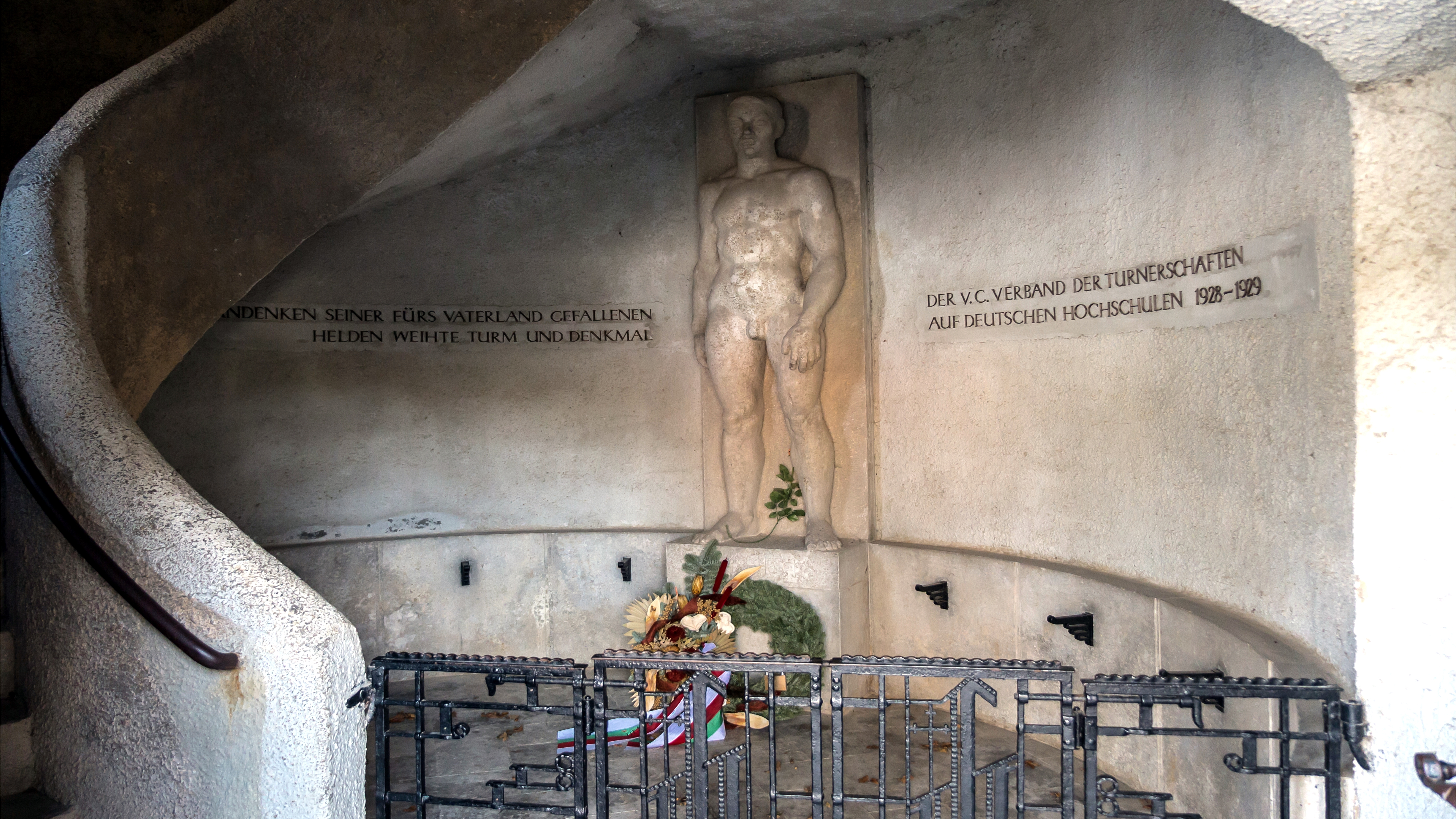
Ehrenmal des VC auf der Burg Greifenstein

Das CC-Ehrenmal wurde am 23. Mai 1926 zur Erinnerung an die im Ersten Weltkrieg gefallenen Mitglieder der Deutschen Landsmannschaft von dieser eingeweiht. Die Skulptur schuf der Bildhauer Richard Kuöhl. Das Denkmal befindet sich im Besitz der Stadt Coburg. Das Ehrenmal zeigt drei nackte Männer aus weißem Kalkstein, die zusammen ein Schwert hoch halten. Die Sockelinschriften erinnern an die gefallenen Mitglieder der beiden Weltkriege. Während des Pfingstkongresses findet am CC-Ehrenmal ein Totengedenken statt. Anlässlich dieser kam es häufiger zu Sachbeschädigungen am Denkmal.

### Ehrenmal des VC in Bad Blankenburg
Der Vertreter-Convent unterstützte zwischen 1925 und 1928 den Wiederaufbau des Turms auf der Burgruine Greifenstein in Bad Blankenburg. In diesem Turm errichtete der Verband ein Denkmal für seine gefallenen Mitglieder im Ersten Weltkrieg.
Das Ehrenmal zeigt einen stehenden männlichen Akt, neben dem die Inschrift „Dem Andenken seiner fürs Vaterland gefallenen Helden weihte Turm und Denkmal der VC, Verband der Turnerschaften auf deutschen Hochschulen, 1928–1929“ zu lesen ist.
Während der Greifensteintagung findet am Ehrenmal ein Totengedenken statt.

## Kartelle
Verhältnisverträge regeln das Verhältnis von Studentenverbindungen untereinander. Man unterscheidet Vorstellungs-, Freundschafts-, Kartell- und Traditionsverhältnisse. Während Freundschaftsverträge meist bilateral geschlossen werden, gibt es bei Kartellen auch multilaterale Verträge.

### Goldenes Kartell
Landsmannschaft Pomerania Halle-Aachen; Landsmannschaft Rhenania Jena; Landsmannschaft Ghibellinia Tübingen; Landsmannschaft Teutonia München; Landsmannschaft Teutonia Bonn; Landsmannschaft Preußen Berlin

### Silberkartell

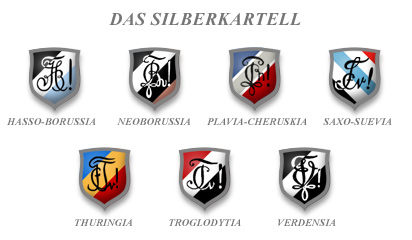
Wappen des Silberkartells

Der Name Silberkartell, auch Silbernes Kartell oder kurz SK genannt, leitet sich ursprünglich, wie auch des Goldenen Kartells, von der Farbe der Perkussion des Burschenbandes ab. Heute bestätigen Ausnahmen die Regel. Die Geschichte des Silbernen Kartells beginnt in der zweiten Hälfte des 19. Jahrhunderts. Es bildete sich zunächst ein kleines Kartell aus den drei Landsmannschaften Plavia Leipzig, Neoborussia Halle und Troglodytia Kiel.
Mitglieder: Landsmannschaft Neoborussia Halle zu Freiburg; Landsmannschaft Plavia-Arminia Leipzig; Landsmannschaft Troglodytia Kiel; Landsmannschaft Verdensia Göttingen; Landsmannschaft Saxo-Suevia; Landsmannschaft Thuringia Berlin; Landsmannschaft Hasso-Borussia Marburg

### Dreibund
Landsmannschaft Darmstadtia Gießen; Landsmannschaft Spandovia Berlin; Landsmannschaft Zaringia Heidelberg

### Treubund
Alte Turnerschaft Slesvigia-Niedersachsen Hamburg; Alte Leipziger Landsmannschaft Afrania Heidelberg; Landsmannschaft Schottland Tübingen; Landsmannschaft Borussia Stuttgart; Landsmannschaft Macaria Köln; Landsmannschaft Teutonia Heidelberg-Rostock Heidelberg; Landsmannschaft Hercynia Jenensis et Hallensis Mainz

### Eiserner Ring
Landsmannschaft Brandenburg Berlin; Landsmannschaft Ulmia Tübingen; Landsmannschaft Chattia Marburg; Landsmannschaft Ubia Brunsviga Palaeomarchia Bochum

### Turnerring
Gegründet am 28. Januar 2017
Straßburger Turnerschaft Alsatia zu Frankfurt; Alte Königsberger Turnerschaft Frisia Albertina zu Braunschweig; Turnerschaft Markomanno-Albertia Freiburg

## Angeschlossene Vereine
Der Coburger Convent bietet verschiedene studien- und berufsbegleitende Weiterbildungsmöglichkeiten an. Außerdem engagiert sich der CC an vielen sozialen Projekten. Hierzu wurden aus den Reihen des CC zahlreiche weitere Vereine gegründet.

### CC-Akademie

#### Aufgaben
Mit einem durchgängigen Seminarkonzept von zentralen wie regionalen Wochenendveranstaltungen erhalten die Mitglieder des CC die Chance, sich zusätzliche Qualifikationen zu verschaffen. Über die ausgestellten Zertifikate und bei Teilnahme an vier Basisseminaren sowie vier Spezialseminaren führt dies zu einem Gesamtzertifikat.

#### CC Wissenschafts- und Studienpreis
Der CC verleiht jährlich einen Wissenschaftspreis und einen Studienpreis an je einen Verbandsbruder. Der Wissenschaftspreis wird für eine akademische Arbeit eines Verbandsbruders ausgelobt. Der Studienpreis wird für einen überdurchschnittlichen Studienabschluss vergeben. Die Zuerkennung der Preise setzt vorbildliche Verdienste der Kandidaten um den Coburger Convent oder einen seiner Mitgliedsbünde voraus.

#### Stipendium für Abiturienten
Der CC würdigt seit 1977 „herausragende Leistungen“ im schulischen und gesellschaftlichen Bereich von jeweils vier Coburger Abiturienten mit einem Stipendium, so 2014, 2016, 2020 2022, und 2023.

### Studentengeschichtliche Vereinigung
Die Studentengeschichtliche Vereinigung des CC, gegründet 1959, fördert und betreibt Forschungen auf wissenschaftlicher Grundlage zur Geschichte des Hochschulwesens, des Studententums und besonders zur historischen Entwicklungen des Coburger Convents der akademischen Landsmannschaften und Turnerschaften.

### Coburger Sozietät
Die Coburger Sozietät für Studentenhilfe e. V. wurde am 19. Mai 1964 vom Coburger Convent ins Leben gerufen. Anfangs sollten mithilfe der Coburger Sozietät lediglich bei Verbindungsgründungen an neugegründeten Hochschulen die Verbindungshäuser finanziert werden. Gemäß dem mittelalterlichen Prinzip der studentischen Burse war nun eine Institution geschaffen worden, die einzelne Verbindung beim Aufbau, durch eine gemeinsame Kasse des Verbandes, unterstützen konnte. Zu Beginn der 1970er wurde zusätzlich ein Spendenkonto errichtet. Die Coburger Sozietät fördert bis heute gemäß dem Prinzip der Solidarität den Mitgliedern des CC und deren Verbindungen mit Mitteln aus einer durch Mitgliederbeiträge getragenen Kasse.

### CC-Archiv

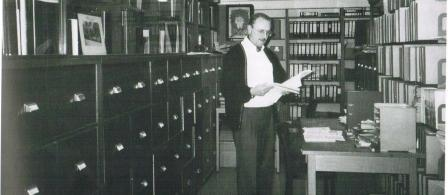
CC-Archiv im Institut für Hochschulkunde in Würzburg

Der Coburger Convent besitzt im Institut für Hochschulkunde in Würzburg ein umfangreiches Archiv des LC, VC und CC mit kleiner Bibliothek sowie einer Sammlung zur Studentengeschichte, die in den letzten Jahren ausgebaut wurde und neben Schriftquellen auch Gegenstände wie Waffen, Postkarten oder Porzellanstücke zur Geschichte des CC und dessen Vorläuferverbände beherbergt. Dieses historische Material wird häufig für Ausstellungen oder Publikationen zur Verfügung gestellt. Außerdem veröffentlicht die Studentengeschichtliche Vereinigung des CC in ihrer Reihe Historica Academica Bände zur Geschichte der Studentenschaft, des Verbandes oder des Korporationswesens.

## Kooperationen, Mitgliederzeitschrift
Der CC unterhält ein Freundschaftsabkommen mit der Deutschen Sängerschaft, welche auch ihre Wurzeln in der Progressbewegung hat. Das Abkommen besteht seit 1922 und wurde durch die Deutsche Landsmannschaft, einen Vorgängerverband des CC, abgeschlossen. 
Der CC ist Mitglied in der Arbeitsgemeinschaft Andernach. Nach dem Zweiten Weltkrieg gründeten sich zwei verbandsübergreifende Verbände zur gemeinsamen Interessenvertretung. Die aktiven Verbindungen schlossen sich im Convent Deutscher Korporationsverbände (CDK) zusammen und die Altherrenschaften im Convent Deutscher Akademikerverbände (CDA). Seit dem 22. Oktober 2011 ruht die Mitgliedschaft aufgrund der Geschehnisse um die „ethnologischen Aufnahmekriterien“ in der Deutschen Burschenschaft (DB).
Die Mitgliederzeitschrift des Coburger Convents, die CC-Blätter, erscheint vierteljährlich. Seit dem Präsidialjahr 2012/2013 publiziert das Amt für Presse- und Öffentlichkeitsarbeit eine verbandsinterne, digitale PR-Depesche.

## Kontroversen

### Coburger Pfingstkongress
Bei den vergangenen Pfingstkongressen kam es immer wieder zu Demonstrationen von Kritikern des Kongresses, der Kongressteilnehmer und des Coburger Convents im Allgemeinen.
Insbesondere der traditionelle Fackelmarsch am Pfingstmontag steht in der Kritik, da er laut Kritikern eine „rückwärtsgewandte Tradition“ sei, „die an den Nationalsozialismus erinnere“. Dies wird unter anderem auch damit begründet, dass die Route des Fackelmarsches derselben Route entspreche, die auch die Sturmabteilung der NSDAP mit Fackeln bestritten habe. Ebenfalls steht das sogenannte Heldengedenken während des Pfingstkongresses in der Kritik, da dabei neben den Opfern und Gefallenen des Ersten Weltkriegs sowie den Opfern des Zweiten Weltkriegs auch den Soldaten und Führungskadern der Waffen-SS gedacht wird.
Dabei kam es durch Teilnehmer sowie Gegner des Kongresses regelmäßig zu Straftaten, wie Diebstählen, Sachbeschädigungen, Körperverletzungen, Brandstiftung und Beleidigungen.
Der CC steht in der Kritik, rechtsextreme Mitglieder in seinen Reihen zu schützen. So deckte der CC ein Mitglied, das „Heil Hitler!“ bei einer „semiprivaten“ Veranstaltung beim Pfingstkongress 2018 aussprach, und gab dessen Identität nicht an die Behörden weiter, obwohl den Verantwortlichen die Identität des Täters bereits 2019 bekannt zu sein schien. So bezeichneten sie den mutmaßlichen Täter in internen Mails als „Verdächtiger“. Das Verfahren wurde im Mai 2019 eingestellt.

### Allgemeine Kritik am Coburger Convent
Am 8. März 2022 schickte der Kongressbeauftragte Hans-Georg Schollmeyer eine interne E-Mail, in der dazu aufgerufen wurde, einen Abgeordneten der Grünen zu täuschen und ihn dann „ausrutschen [zu] lassen und das dann [zu] veröffentlichen, um den politisch kaputtzumachen“. Auch andere Politiker sollten so diffamiert werden. Der Verband Alter Herren im Coburger Convent (AHCC) wollte in der Nähe der Schulen, in denen Verbindungsstudenten während des Pfingstkongresses untergebracht sind, auf Plakaten zwei kritische Journalisten denunzieren. Der Rechtsextremismus-Experte Dominik Sauerer, einer der beiden betroffenen Journalisten, bezeichnete den anschließenden Rücktritt Schollmeyers als Bauernopfer. So sagte er, die mutmaßlichen Planungen der „Fahndungsplakate kommen direkt aus dem Vorstand des CC-Altherrenverbands“. „Auch wenn es extrem rechte Mitglieder im CC gibt – dass eine solche Aktion von der Verbandsspitze organisiert wird, ist eine andere Qualität“.
Des Weiteren steht der Coburger Convent als „Männerbund“ in der Kritik, der ein antifeministisches Weltbild pflege und Frauen eine untergeordnete Position zuweise. Durch Tradition der Mensur, die der CC nicht aufgeben möchte, werde eine „soldatische Männlichkeit als Ideal“ aufrechterhalten.

## Briefmarke

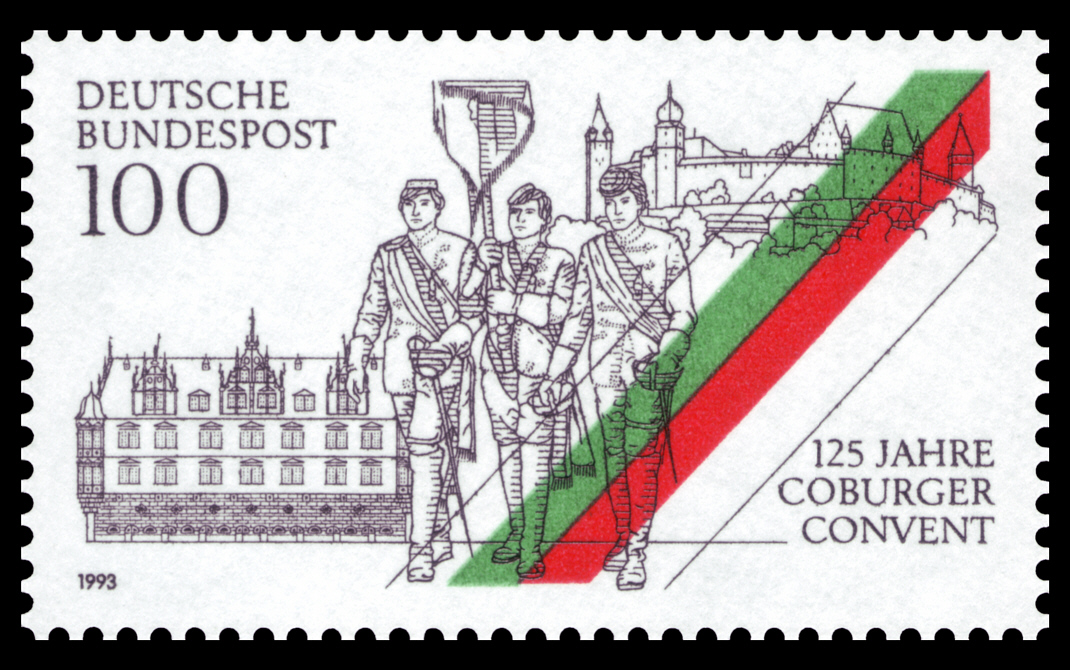
Briefmarke von 1993 – Veste Coburg, Stadthaus, Studenten beim Coburger Pfingstkongress und das farbige Band des Coburger Convents

Die Deutsche Bundespost gab im Jahr 1993 eine Sonderbriefmarke „125 Jahre Coburger Convent“ heraus.